# Luci Porci Licí (pretor)
Luci Porci Licí (llatí: Lucius Porcius Licinus) va ser un magistrat romà que va viure al temps de la Segona Guerra Púnica. Formava part de la gens Pòrcia, una gens romana d'origen plebeu.
És esmentat per primera vegada l'any 211 aC quan va servir amb distinció com a legat a l'exèrcit que assetjava Càpua. El 210 aC va ser edil plebeu i juntament amb el seu col·lega Quint Caci, va celebrar uns jocs públics de gran esplendor.
Va ser pretor l'any 207 aC i va rebre la Gàl·lia Cisalpina com a província. Juntament amb els cònsols d'aquell any Gai Claudi Neró i Marc Livi Salinàtor, van derrotar a Àsdrubal, el germà d'Hanníbal, a la batalla del Metaure a Úmbria.